# Are
O are ou decâmetro quadrado é uma unidade de medida de área equivalente a 100 metros quadrados. O decâmetro quadrado é uma unidade de medida do Sistema Internacional e o seu símbolo é dam².
Um decâmetro quadrado é equivalente a:
- 100 000 000 mm²
- 1 000 000 cm²
- 10 000 dm²
- 100 m²
- 0,01  hm²
- 0,0001 km²
- 0,024710538 acres internacionais